# Tyora guandongana
Tyora guandongana är en insektsart som beskrevs av Yang och Li 1985. Tyora guandongana ingår i släktet Tyora och familjen Carsidaridae. Inga underarter finns listade i Catalogue of Life.